# チューチョ・カスティーヨ
チューチョ・カスティーヨ（Chucho Castillo、1944年6月17日 - 2013年1月15日）は、メキシコ・グアナフアト州レオン出身の元男性プロボクサー。本名：ヘスス・カスティーヨ・アギレラ。元WBA・WBC世界バンタム級統一王者。
1961年にアマチュアからプロ入り。1967年、ジョー・メデルに勝ってメキシコ王者となる。翌年世界タイトルに初挑戦したが、ライオネル・ローズに僅差の判定負け。1970年にはルーベン・オリバレスの持つ同タイトルに挑戦するが、またも判定負け。しかし同年10月、オリバレスを再戦で14回TKOに破り、三度目の正直で世界チャンピオンとなる。
2013年1月15日、心臓発作のためにメキシコシティで死去。68歳没。

## 通算戦績
63戦43勝（22KO）18敗2引分け